# Carioca Bowl
Carioca Bowl é a competição estadual de futebol americano do estado brasileiro do Rio de Janeiro, disputada nas praias. Até 2009 foi organizada pela Associação de Futebol Americano do Brasil (AFAB) mas, desde 2010, é organizada pela FeFARJ (Federação de Futebol Americano do Estado do Rio de Janeiro) .
O campeonato tem algumas adaptações em relação a NFL. Os jogadores jogam apenas de camisa e calção e protetor bucal igual aos de pugilismo. Não possuem capacetes ou ombreiras rígidas - como as usadas na NFL - em seus uniformes, porém alguns jogadores usam protetores de rugby.
O campo de jogo possui apenas 75 metros de comprimento, enquanto nos Estados Unidos o usual é pouco menos de 110. Ainda em fase de adaptação ao profissionalismo, o custo de equipamentos e viagens são bancados pelo próprios atletas. As competições contam também com o apoio das sub-prefeituras dos bairros de Copacabana, Ipanema, Barra da Tijuca e as prefeituras de Niterói e Saquarema.

## História

### Carioca Bowl I
Em 2000 o primeiro CB teve a participação dos seis primeiros times de futebol americano no RJ: Reptiles, Mamutes, Leme Holes, RJ Guardians, Tijuca Night Hawks e o Barra Fire Birds. O formato de disputa foi baseado na fórmula de todos jogando contra todos, na qual se classificavam apenas os dois melhores para a final. As rodadas eram duplas ou até mesmo triplas no mesmo domingo e chegavam a acabar depois das dez horas da noite, pois os jogadores de uma partida tornavam-se árbitros da próxima e vice-versa. O domínio do Guardians era tão grande que a equipe sofreu apenas um TD em todo o campeonato, feito pelo Fire Birds. O elenco do Guardians era formado por jogadores experientes, que acabaram fundando grande parte dos times que viriam nos próximos campeonatos. Do outro lado, as outras equipes eram formadas por jovens jogadores.
Com as duas melhores campanhas, Guardians e Night Hawks estavam classificados para disputar o primeiro Carioca Bowl. Porém o jogo não aconteceu, havia sido marcado em um feriado, o time da Tijuca estava sem grande parte dos jogadores, com isso abriu mão da partida, vencida por WO e consagrando o Guardians como primeiro campeão carioca de futebol americano. A disputa acabou como uma “pelada” entre os participantes misturados em dois times. A final naquele ano foi disputada em frente ao Copacabana Palace, campo ao lado do Arena Palace, local que futuramente viria a sediar as finais de três cariocas. Outro fato interessante é que o campeonato era disputado no primeiro semestre do ano.

### Carioca Bowl II
No segundo ano de disputa, surgiu um novo time, o Copacabana Eagles, dissidente do atual campeão RJ Guardians. Com a entrada desta nova equipe, o campeonato foi composto por sete equipes dividas em dois grupos, onde ao final da temporada regular os dois melhores se cruzavam em semi-finais. Somente no segundo ano, durante a temporada, foram marcados os primeiros pontos do então futuro bicho papão das areias, o Botafogo Reptiles, até ali um time de jovens jogadores sem maior expressão perto dos favoritos Guardians e Eagles.
Pela primeira vez houve a participação da mídia na divulgação do esporte em jornais e TV. Porém, neste mesmo ano, o esporte sofreu um baque, já que foi publicada uma matéria na extinta revista Manchete que tachava o futebol americano como novo esporte dos pitboys. Isso foi muito ruim para as equipes e o campeonato, pois como estava em formação, grande parte de seus atletas eram garotos entre 16 e 18 anos. Com este fato muitos pais impediram que seus filhos prosseguissem praticando o esporte. Outro fato interessante foi o pedido de ingresso para participação no campeonato por parte da torcida organizada do Flamengo, a Raça Rubro-Negra. Porém a solicitação foi negado já que estavam concluídas as inscrições para aquele ano.
Antes do final da temporada regular, o Leme Holes se desfez, não concluindo sua participação. Após a temporada estavam classificados para as semi-finais, Reptiles, Guardians, Eagles e Tijuca. Na primeira partida o favorito e atual campeão Guardians recebeu a zebra Reptiles, que para surpresa de todos venceu de virada na última jogada da partida em um passe longo do QB Renan. Com a conquista inesperada de sua primeira vaga nas finais, o Reptiles abriu a série de consecutivas finais que viria a disputar. No segundo jogo, diferentemente do primeiro, o favoritismo se confirmou e o Eagles bateu com facilidade o Night Hawks, confirmando em seu primeiro ano a vaga na final.
O CB II, agora disputado no Siqueirão, teve como importante fato o início do contato com o André Jose Adler que naquele ano entregou um troféu enviado pela NFL ao campeão. Falando da partida, o Reptiles novamente tido como zebra na partida, abriu o placar com uma corrida do FB Miranda após um retorno impressionante do HB Rafael Coronel, (MVP das finais e jogador mitológico por ter sido não só o jogador com mais jardas terrestres como também líder de recepção do time) para surpresa de todos. As águias azuis chegaram ao empate e na prorrogação da partida com um chute certeiro o K Lynho assinalou o FG que daria o título em seu primeiro ano de existência ao Copacabana Eagles, com o placar de 10 x 07.

### Carioca Bowl III
Em 2002, ano do terceiro Carioca Bowl, houve mudanças mais significativas dos times, já que o primeiro campeão da história se desfez para a criação do RJ Sharks. Acabaram também o Leme Holes e o Barra Fire Birds. Surgiu uma nova equipe o Rio No Limits, fechando assim a tabela com seis equipes e o mesmo formato de grupos e semi-finais do CB II. Passaram também a acontecer jogos nos sábados, acabando com as massacrantes rodadas de domingo. Logo no jogo de abertura da temporada tivemos uma reedição da final anterior, onde o Eagles venceu com muita facilidade o Reptiles. Ao longo da temporada o que se viu foi a superioridade da equipe azul, aplicando placares elásticos e mantendo sua invencibilidade, já que o time nunca havia perdido desde sua criação.
Nos playoffs tivemos os seguintes cruzamentos: RJ Sharks x Reptiles e Eagles x Tijuca. Ambos seriam reedições do ano anterior, já que o Sharks foi formado em sua maioria de ex-jogadores do Guardians. No confronto entre tubarões e lagartos, novamente em uma virada emocionante na última jogada da partida, o time botafoguense chegava a sua segunda final consecutiva. Do outro lado o favoritíssimo Eagles soferia um pouco mais de resistência do Night Hawks, mas nada que fosse capaz de pará-los. Teríamos então uma revanche do último CB, mas com ampla superioridade do atual campeão. Porém, o favoritismo foi esmagado, por uma inesperada vitória reptiliana, e com certa facilidade, abrindo caminho para a maior e mais avassaladora dinastia das praias cariocas.

### Carioca Bowl IV
Antes do Carioca Bowl IV, em 2003, foram organizados dois eventos que nunca mais existiram: o All-Star Game, confronto que reuniu o então campeão Reptiles contra um selecionado de atletas de todos os outros times – que teve como ponto mais marcante a presença de dois atletas da NFL, sendo um deles o TE Tony Gonzalez - e a primeira e única Taça Rio, um torneio eliminatório com a participação de seis dos times que participariam do campeonato carioca seguinte, como uma forma de preparação para todos, no qual Reptiles, Sharks, Gorilas, Eagles, Mamutes e Fênix disputaram a taça, que foi vencida pelo Reptiles em uma final contra o Sharks, que posteriormente se tornaria a rivalidade mais acirrada e definiria o campeão dos dois próximos Cariocas.
No campeonato carioca daquele ano participaram Reptiles, Sharks, Gorilas, Eagles, Mamutes, Fênix, Tsunamis e Piratas. Mesmo com equipes novatas, o Piratas e o Gorilas fizeram grandes campanhas, chegando aos wildcards e as semifinais, respectivamente. Na semifinal disputada pelo Gorilas contra o Reptiles, o resultado foi decidido nos segundos finais, com um TD de retorno do Mutante, tornando esta até então a partida mais disputada da história do Carioca Bowl. Naquele ano o novato time laranja formou seu melhor elenco, apontado por muitos e cotado como favorito, apesar de seu primeiro ano nas praias cariocas. Porém a força dos répteis foi maior em busca do bicampeonato. Os tubarões cinzas chegaram à final derrotando o Mamutes na outra semifinal e conquistando pela primeira vez o direito de disputar o Carioca Bowl. No dia 14/12/03, no Siqueirão, foi disputado o CB IV, entre Reptiles e Sharks, e o time de Botafogo levou a melhor por 13 x 06.

### Carioca Bowl V
Veio assim o ano de 2004 e alguns novos times surgiram, iniciando assim o que podemos apontar como a 2ª fase do Futebol Americano de Praia no Rio de Janeiro. Assistimos ao nascimento do Niterói Warriors, primeiro time da cidade do outro lado da baía, fundado a partir de ex-atletas do Eagles; do Falcões (composto por ex-Mamutes); o Ipanema Devils e o Red Lions formado por atletas que não tinham ligação prévia com nenhuma outra equipe. A quinta edição do campeonato foi, então, a com mais participantes, totalizando doze, já que nenhum time se desfez do ano anterior. Divididos em três grupos de quatro equipes, estas disputaram durante oito meses o sonhado título e após sete meses de temporada regular, apenas Reptiles, Sharks, Fênix, Gorilas, Piratas e o novato Red Lions chegaram aos playoffs.
Nos wildcards, o Piratas com um show do WR Duda e o Fênix com a “granada de faluja” como ficou conhecido o passe que classificou o time, passaram as semifinais, para as quais já estavam classificados Reptiles e Sharks. O time de Botafogo recebeu os tijucanos e os derrotaram por 17 x 03, sem maiores dificuldades, indo pela quarta vez seguida a grande final. Enquanto isso, o clássico de Copacabana foi decidido por apenas um TD de diferença, vencido assim pelos tubarões por 14 x 07 assegurando a vaga na decisão e garantindo a possibilidade de devolver a derrota da final anterior.
A quinta edição da final do maior campeonato já realizado foi pela primeira vez na Praia de Botafogo, porém com um público pequeno, formado por jogadores, parentes e amigos dos atletas. O Reptiles venceu com uma bela exibição de sua sólida defesa, em um dia que o ataque fulminante não funcionou, com TDs do S Renan e do DT Schuabb, que mais tarde seria eleito MVP junto com o RB do Sharks Thiaguinho, sendo esta a única edição com a divisão deste prêmio.

### Carioca Bowl VI
Em 2005, a movimentação dos times não deixou de ser intensa. Primeiramente, o representante da Região dos Lagos, Tsunamis, mudou seu nome, em virtude da tragédia que devastou alguns países do Oriente, nascendo assim o Saquarema Vikings. Encerraram suas atividades o até então novato Ipanema Devils e o Copacabana Eagles, que deu surgimento ao Titãs, pois a grande maioria de seus atletas migraram para a novata equipe. Neste mesmo movimento apareceu ainda o Ilha Avalanche, que iniciou sua formação com atletas que saíram do Reptiles e fundaram o primeiro representante insulano das praias cariocas do Bairro da Ilha do Governador, o que mostrava a difusão cada vez maior do esporte no Rio de Janeiro.
Com a saída e entrada de duas equipes, o CB VI permaneceu com os mesmos doze participantes, porém com uma nova formatação, todos jogando contra todos, exceto duas equipes proporcionais a sua força. Por exemplo: o Titãs, como novato, seria de menor força assim como o Avalanche, portanto estes não se enfrentariam e por sorteio um dos dois finalistas do ano anterior e conseqüentemente força 1. Por fim se classificariam os seis primeiros colocados aos playoffs. Ao final da fase regular, os times eram, por ordem, Red Lions, Reptiles, Piratas, Fênix, Sharks e o Falcões.
Nos wildcards, a zebra Falcões veio ao Siqueirão e aproveitou os turnovers cedidos pela piratada e conquistou em sua primeira pós-temporada uma vaga nas semifinais, vencendo o duelo por 20 x 14. Na outra partida, o Fênix com um safety no overtime causado pelo DE Wallace, venceu a partida, dando números finais e conquistando pela segunda vez sua vaga nas semifinais e tirando o favorito Sharks do restante dos playoffs, pelo placar de 05 x 03.
Na fase seguinte, na primeira partida, os leões vermelhos teriam a possibilidade de devolver a derrota indigesta do ano anterior, pois teriam pela frente novamente a equipe tijucana. E sem dar chance a passes espíritas, o Red Lions conquistou em seu segundo ano de fundação a chance de disputar o título mais cobiçado do futebol americano carioca. No dia seguinte, buscando sua quinta final, o Reptiles ganhou os Falcões azuis no maior placar já aplicado em um jogo de playoffs na história: 43 x 00. Vale lembrar que o time barrense no meio da temporada perdera seus dois principais jogadores, o RB Otavio e o MLB Panthro, que se transferiram para o Red Lions e prejudicaram bastante o padrão de jogo do time.
No dia 11/12/05, um domingo chuvoso, Red Lions e Reptiles se enfrentaram no Siqueirão, valendo o troféu do CB VI, num jogo extremamente disputado de ambos os lados, onde a defesa leonina conseguiu conter o ataque botafoguense, mantendo o jogo parelho até o último quarto, quando o QB Sandro chamou para si a responsabilidade, colocou a bola debaixo dos braços e correu cerca de 10 jardas para marcar o TD da vitória e dar o tetracampeonato ao Reptiles, que pela primeira vez não havia chegado a final como franco favorito. Merecidamente, o mesmo Sandro terminou com o troféu de MVP da partida e neste momento o time botafoguense já havia construído uma hegemonia indiscutível de títulos e invencibilidade

### Carioca Bowl VII
Em 2006 chegamos então à sétima edição do Carioca Bowl, cujo primeiro fato marcante foi a saída do Gorilas, um grande time e de fundamental importância na história do campeonato, dando lugar ao Gladiadores, fundado por atletas do próprio Gorilas, Red Lions, Sharks e outros times. Além disso, pela primeira vez houve uma seletiva para a definição dos doze participantes que disputariam a competição. Lutaram pelas vagas no CB os times que não se classificaram para a pós-temporada no ano anterior, além dos times que não participaram em 2005: Titãs, Avalanche, Gladiadores, Vikings, Mamutes, Warriors, Gorilas e Eagles.
A primeira fase da Seletiva era um confronto direto, em apenas uma partida, definido por sorteio, que classificou de imediato Titãs, Warriors, Mamutes e Gladiadores. Os quatro restantes disputaram, então, um quadrangular, do qual os dois times com mais pontos seriam os últimos participantes selecionados para o CB. Este mini-torneio acabou sendo um pouco turbulento, marcado pela confusa participação do Eagles, que havia ressurgido com o elenco formado a partir da novata equipe do Corsários, mas não obteve sucesso na classificação para o campeonato. Ao final da disputa, o Gorilas acabou derrotado e ficou de fora, encerrando parcialmente suas atividades. Vikings e Avalanche juntaram-se então aos outros dez times já selecionados.
O Carioca Bowl VII retornou, então, ao formato com quatro grupos de três equipes, com início em Julho de 2006. No Grupo A estavam Reptiles, Titãs e Avalanche; no grupo B, Piratas, Mamutes e Falcões; no C, Red Lions, Sharks e Gladiadores; e no D, Fênix, Warriors e Vikings. Já na segunda rodada, ocorreu um fato pra lá de inesperado e surpreendente: o Titãs venceu o Reptiles, encerrando uma invencibilidade de quatro anos e muitos jogos da equipe tetracampeã carioca. A partida foi vencida por 06 x 03, num palco que viria a se tornar o algoz do time de Botafogo, o Arena Palace. Logo na rodada seguinte o Piratas “aproveitou” e quebrou mais um tabu, venceu no covil do lagarto, nome do campo do Reptiles, local onde o time verde e preto nunca havia sido derrotado em partidas oficiais.
Porém, no decorrer da temporada, a equipe conseguiu um novato, mas promissor substituto ao seu antigo líder Sandro. Duda assumiu a batuta do ataque reptiliano e foi evoluindo no decorrer dos jogos. Assim, o time recuperou seus resultados e foi aos playoffs.
Passaram a pós-temporada as seguintes equipes: Red Lions, Titãs (classificados direto pra semifinal com melhores campanhas), Piratas, Warriors (vencedores de seus grupos) e Reptiles e Sharks (os dois melhores segundos colocados), sendo o Titãs e o Warriors, estreantes em playoffs. Na primeira partida dos wildcards, o Piratas recebeu o Sharks e conquistou sua vaga nas semifinais com uma vitória simples de 06 x 00. No dia seguinte em um emocionante jogaço, o primeiro de playoffs disputado em Niterói, a equipe de Botafogo suou muito para arrancar a vitória na terceira prorrogação dos guerreiros niteroienses e chegar a mais uma semifinal, buscando o pentacampeonato, com placar final de 06 x 03 para o Reptiles.
Nas semifinais, teríamos então dois jogos interessantes, duas grandes rivalidades. De um lado, um duelo entre os últimos finalistas do torneio e do outro uma rivalidade bairrista e de grandes e duros jogos. Na primeira partida, o Titãs recebeu a piratada em sua casa, campo que recebeu pela primeira vez uma partida de pós-temporada. Fazendo muita festa e algazarra, o time alvinegro buscava sua primeira vaga nas finais contra o estreante time alvirrubro em playoffs. Porém, para surpresa de todos, com muita autoridade os titânicos carimbaram seu passaporte para o CB VII, vencendo a partida por 17 x 0 e aguardariam tranquilos o vencedor do segundo duelo. No dia seguinte, com problemas para mandar seu jogo no Red Field, os leões vermelhos preferiram mandar a partida em Niterói, em vez de jogar no covil do lagarto e dar esta “vantagem” ao Reptiles. Numa partida muito nervosa e disputada, os répteis conquistaram sua sexta vaga consecutiva em finais, por apenas um FG marcado pela sensação da temporada, o Kicker Fernando, vencendo assim por 03 x 00, após um chute desperdiçado nos minutos finais pelo RL que poderia ter levado a partida para a prorrogação.
No dia 17/12/06, o sol nasceu radiante e massacrava a todos que entrariam para participar daquela final. Estavam de lados opostos o franco favorito ao título e a equipe que naquele mesmo ano havia derrubado um tabu de quatro anos e poderia naquele dia quebrar outro e findar uma dinastia das praias cariocas. E a decisão não podia ser diferente. O jogo ficou nas mãos dos kickers Fernando e Leduc que deram um show a parte e marcaram todos os pontos de suas equipes, levando o jogo ao overtime. Em um chute decisivo, Leduc marcou o FG que daria números finais a partida em 12 x 09 e que encerraria a maior dinastia do FA carioca e que dificilmente será superada por qualquer outra equipe. Nascia aí a mais nova rivalidade das praias cariocas, que daí em diante levaria ambas as equipes a fazer grandes e decisivos jogos. Como não poderia ser diferente, o Kicker do time de Copacabana levou o prêmio de MVP.

### Carioca Bowl VIII
Em 2007, tivemos mais um ano de muitas entradas e saídas de times. Encerraram suas atividades o tradicional Tijuca Fênix e o novato Gladiadores. Além disso, o Mamutes decidiu não participar do torneio. Surgiram mais três novas equipes, o Guanabara Bay, mais uma de Niterói, o Tigers, fundado por ex-atletas do Mamutes e o Pitbulls, time fundado por muitos ex-atletas de times juniores, já que nos últimos anos este movimento tem crescido bastante e até alguns campeonatos começaram a surgir e servir de celeiro a novos atletas. Também tivemos a volta do Gorilas à disputa (beneficiado com a desistência do Mamutes, já que recebeu o reforço maciço de grande parte do elenco).
Mais uma vez recorreu-se ao sistema de seletiva para definir os 12 participantes da competição. Da mesma forma que em 2006, participaram os times que ficaram de fora da pós-temporada anterior: Falcões, Vikings e Avalanche. Juntaram-se a eles os novatos Tigers, Pitbulls e Guanabara Bay, além do retorno do Gorilas e do Corsários.
Na primeira rodada de confrontos, saíram vitoriosos o Falcões (que venceu o Gorilas), o Tigers (que venceu o Avalanche), o Vikings (que derrotou o Pitbulls) e o Guanabara Bay, que despachou o Corsários no único clássico niteroiense da seletiva.
No quadrangular final, Gorilas e Pitbulls conseguiram carimbar seu passaporte para o Carioca Bowl VIII.
Para este torneio tentou-se ainda organizar uma pré-temporada, com amistosos previamente acertados entre os times, mas não houve um consenso entre as equipes e algumas não quiseram enfrentar outras, inviabilizando a conclusão do projeto. Outra ideia que não saiu do papel foi a unificação dos fornecedores de uniformes, para que houvesse uma padronização entre os times.
Mantendo o mesmo formato de grupos e times, o campeonato foi dominado pelos quatro favoritos que não deram chances as outras equipes e classificaram-se com certa tranqüilidade, mas despontaram no favoritismo o Reptiles e o Piratas, time que fez uma temporada impecável, perdendo apenas a última partida para os répteis em pleno Siqueirão, na partida que valeria a primeira colocação na classificação. Nos wildcards, Titãs e Red Lions não deram chances a Falcões e Warriors, respectivamente, e garantiram as vagas na próxima fase, reeditando as semifinais do ano anterior. Os dois duelos valeriam revanches a Piratas e Red Lions, o primeiro desta vez teria o mando de campo e por ter que jogar no sábado, mandou a partida no campo do Reptiles e era grande favorito a partida. Porém o jogo foi marcado por um show de interceptações da defesa titânica, totalizando oito ao final do jogo e o ataque corrido se encarregou de colocar a equipe novamente na final e ter o direito de defender seu título e buscar o bi, com a partida terminando com o placar de 16 x 0 para os alvirrubros. No domingo, o Reptiles recebeu o Red Lions e a tônica das semi-finais foi a mesma, outro festival de turnovers do ataque leonino, e sem dar chance ao adversário a equipe botafoguense sacramentou sua vaga na final com uma vitória folgada por 29 x 07, em sua sétima e consecutiva final, buscando a revanche contra o Titãs.
Neste ano, novamente no Arena Palace, houve a primeira final com a estrutura cercada do campo, com arquibancadas e uma excelente organização do evento. Em um novo belo dia de sol, as duas equipes entraram motivadas a levar o caneco. Logo no início o Reptiles saiu na frente com um FG, porém no drive seguinte o Titãs fez seu TD e a partir daí dominou o jogo até a vitória, com direito a bloqueio de punt e recuperação para touchdown. Conquistou assim o bicampeonato e o RB Walter, grande protagonista daquele título, levou o prêmio de MVP do Carioca Bowl VIII.

### Carioca Bowl IX
Após a conquista do bicampeonato pelo Titãs e o fim da supremacia reptiliana, o CB IX reservou algumas novidades interessantes. A primeira e mais importante foi a desistência do Piratas da disputa, fazendo com que grande parte dos seus melhores jogadores fossem reforçar o time botafoguense e tornando assim o plantel ainda mais forte e decidido a retornar com o troféu para o covil. Outras mudanças de times foram: o retorno do Mamutes, o fim de Tigers, Guanabara Bay, Pitbulls, Gorilas e Vikings, migrando grande parte de seus jogadores para Red Lions, Warriors, Titãs, Mamutes e Sharks, reforçando os elencos destas equipes. E por último, pela primeira vez na história do campeonato, tivemos a participação de um time de fora do estado, o Vila Velha Tritões. A tabela foi divida em três grupos com três times cada, jogando duas vezes dentro do grupo e uma vez fora do grupo. Durante a temporada tivemos um fato que desde 2005 não ocorria, um empate entre duas equipes. Reptiles e Titãs tiveram a partida interrompida no 4º quarto empatados em 17 x 17, quando uma “chuva” de raios caiu em Botafogo e impossibilitou o encerramento desta partida, demonstrando o que seria o aperitivo da partida que viria nos playoffs.
Ao final da temporada regular classificaram-se: Red Lions, Titãs, Reptiles, Falcões, Mamutes e Sharks respectivamente. Então nos wildcards teríamos os encontros de Reptiles X Sharks e Falcões X Mamutes, velhas rivalidades que estariam de lados opostos na primeira rodada da pós-temporada. Na primeira partida o time botafoguense, que vinha de um temporada de reestruturação interna com a mudança de liderança e adaptação de grande parte do elenco a chegada dos jogadores vindos do Piratas e começou a decolar da metade final da temporada; do outro lado o Sharks, que ganhou reforços do Vikings, mas demonstrou a mesma irregularidade dos últimos anos que sempre atrapalha suas campanhas. Sendo assim o Reptiles, jogando em casa, confirmou o favoritismo e passou as semifinais, para enfrentar agora o algoz dos últimos dois campeonatos, o Titãs. Na outra partida estariam frente a frente os dois times barrenses, disputando um “derby” que valeria vaga na semifinal para enfrentar o Red Lions. O Falcões, baseando grande parte do seu jogo no WR/RB Vinny, vinha num bom ano, com um time mais organizado e consistente, vencendo jogos importantes e complicando jogos contra os times favoritos. A mamutada teve um início avassalador, tido como um possível favorito a uma vaga direta nas semifinais, acabou perdendo o ritmo e alguns jogos decisivos, já que seu jogo ofensivo já não estava mais encaixando como antes e sua frágil defesa não conseguia sustentar placares com poucos pontos. O time azul venceu até com certa facilidade, fechando a partida em 26 x 09 e retornando a semifinal depois de 3 anos.
Com as vagas definidas, teríamos então as disputas pelas duas sonhadas vagas na grande final. Buscando o tricampeonato, o Titãs receberia em sua casa o arquirrival Reptiles, que viria disposto a chegar a sua oitava final consecutiva e reconquistar o título máximo do FA carioca. A partida foi tomada por um equilíbrio entre as duas equipes, onde nenhuma conseguiu abrir vantagem significativa no placar e até o último segundo do 4º quarto, ambas buscavam a vitória. O Titãs converteu o FG nos segundos finais e levou a partida para a prorrogação. No overtime algumas posses de bolas foram trocadas sem sucesso, porém o time de Botafogo tinha em seu elenco um jogador que vinha desequilibrando as partidas e não foi diferente no jogo mais decisivo do ano, o TE/K Cebola  recebeu dois passes no mesmo drive e colocou a equipe na redzone titânica. Mesmo após sucessivas perdas de jardas forçadas pela defesa vermelha, uma falta pessoal colocou por terra a chance de manter-se no jogo e o com a conversão do chute, acabava ali o sonho do tri e o Reptiles mantinha a escrita de disputar as finais desde o CB II e teria a chance da conquista do pentacampeonato. No domingo, Red Lions e Falcões buscavam a outra vaga no CB, numa partida bastante disputada até o final, onde ambos os times poderiam ter saído vencedores. Mas num FG certeiro o K Sapo garantiu a segunda participação em finais da história do time leonino. Então depois de dois anos com as finais sendo realizadas no Arena Palace, casa do Titãs, o time da casa não estaria dentro de campo. Estavam frente a frente dois rivais, reeditando a final do CB VI. Porém toda a expectativa gerada em torno da partida não foi correspondida, pois o Red Lions apático em campo, não ofereceu nenhuma resistência ao determinado time do Reptiles. Com um jogo morno, vencido facilmente por 10 x 0.

### Carioca Bowl XVII
Em 2016 tivemos um Carioca Bowl com menor número de equipes, apenas 5 (Madureira Mamutes, Sharks, Falcões, Ilha Avalanche e Copacabana Piratas), se enfrentando todos contra todos em turno único. Após as 4 rodadas da primeira fase, o primeiro colocado se classificaria diretamente para a final, e os segundo e terceiro colocados se enfrentariam nos playoffs pela outra vaga na grande final.
Na primeira fase, 3 times ficaram empatados com 3 vitórias e 1 derrota (Falcões, Sharks e Mamutes), e foi decidido por sorteio que o Madureira Mamutes seria a equipe a ir direto para a final, com Sharks e Falcões fazendo a semi-final. 
No dia 26/06/16 foi realizada a semi-final entre Falcões x Sharks, na Praia de Botafogo, com o time de azul saindo vitorioso por 10x3 e chegando pelo segundo ano seguido na final do Carioca Bowl, defendendo seu título de 2015.
Em 17/07/16 foi realizada a grande final, na praia de Copacabana no tradicional Siqueirão. Em um jogo muito disputado, com 2 viradas no placar, o Falcões saiu vitorioso por 16x15 garantindo o seu bi-campeonato.  
| Data     | Mandante  | Placar  | Visitante | Local      |
| -------- | --------- | ------- | --------- | ---------- |
| 03/04/16 | Falcões   | 14 x 00 | Avalanche | Botafogo   |
| 10/04/16 | Sharks    | 21 x 00 | Piratas   | Botafogo   |
| 17/04/16 | Mamutes   | 17 x 06 | Avalanche | Botafogo   |
| 24/04/16 | Falcões   | 14 x 17 | Sharks    | Botafogo   |
| 01/05/16 | Piratas   | 00 x 13 | Mamutes   | Copacabana |
| 15/05/16 | Avalanche | 00 x 14 | Sharks    | Botafogo   |
| 22/05/16 | Piratas   | 06 x 30 | Falcões   | Botafogo   |
| 29/05/16 | Sharks    | 00 x 14 | Mamutes   | Botafogo   |
| 05/06/16 | Avalanche | 13 x 00 | Piratas   | Botafogo   |
| 12/06/16 | Mamutes   | 00 x 10 | Falcões   | Botafogo   |
| 26/06/16 | Sharks    | 03 x 10 | Falcões   | Botafogo   |
| 17/07/16 | Mamutes   | 15 x 16 | Falcões   | Copacabana |

## Finais masculinas
| Ano  | Campeão               | Placar        | Vice                        |
| ---- | --------------------- | ------------- | --------------------------- |
| 2000 | Rio Guardians         | W X O         | Tijuca Night Hawks (Fênix)  |
| 2001 | Copacabana Eagles     | 10 X 07       | Botafogo Reptiles           |
| 2002 | Botafogo Reptiles     | 31 X 07       | Copacabana Eagles           |
| 2003 | Botafogo Reptiles     | 13 X 06       | Rio de Janeiro Sharks       |
| 2004 | Botafogo Reptiles     | 16 X 06       | Rio de Janeiro Sharks       |
| 2005 | Botafogo Reptiles     | 13 X 05       | America Red Lions           |
| 2006 | Copacabana Titãs      | 12 X 09       | Botafogo Reptiles           |
| 2007 | Copacabana Titãs      | 16 X 09       | Botafogo Reptiles           |
| 2008 | Botafogo Reptiles     | 10 X 00       | America Red Lions           |
| 2009 | America Red Lions     | 07 X 03       | Piratas de Copacabana       |
| 2010 | America Red Lions     | 17 X 07       | Rio de Janeiro Sharks       |
| 2011 | Botafogo Reptiles     | 20 X 17 (2OT) | Rio de Janeiro Sharks       |
| 2012 | Botafogo Reptiles     | 18 X 13       | Rio de Janeiro Sharks       |
| 2013 | Rio de Janeiro Sharks | 17 X 00       | Rio de Janeiro Islanders    |
| 2014 | Rio de Janeiro Sharks | 13 X 10       | Ipanema Tatuís              |
| 2015 | Falcões               | 16 X 00       | Rio de Janeiro Islanders    |
| 2016 | Falcões               | 16 X 15       | Madureira Mamutes           |
| 2017 | Cabo Frio Rocks       | 25 X 08       | Falcões                     |
| 2019 | Cabo Frio Rocks       | 07 X 00       | Rio de Janeiro Sharks       |
| 2023 | Falcões               | 27 X 07       | Região dos Lagos Hammerhead |

## Finais femininas
| Ano  | Campeão               | Placar  | Vice            |
| ---- | --------------------- | ------- | --------------- |
| 2010 | Vasco da Gama         | 05 X 00 | Botafogo Flames |
| 2011 | Vasco da Gama         | 15 X 00 | Botafogo Flames |
| 2012 | Fluminense Guerreiras | 21 x 06 | Botafogo Flames |

## Títulos por equipe

### Masculino
Botafogo Reptiles 7 vezes - 2002, 2003, 2004, 2005, 2008, 2011 e 2012
 Falcões 3 vezes - 2015 , 2016 e 2023
 Cabo Frio Rocks 2 vezes - 2017  e 2019
 Rio de Janeiro Sharks 2 vezes - 2013 e 2014
 America Red Lions 2 vezes - 2009 e 2010
 Copacabana Titãs 2 vezes - 2006 e 2007
 Copacabana Eagles 1 vez - 2001
 Rio Guardians 1 vez - 2000

### Feminino
Vasco da Gama 2 vezes - 2010¹ e 2011¹
 Fluminense Guerreiras 1 vez - 2012
¹:Foi conquistado pelo grupo de jogadoras hoje pertencentes ao Fluminense Guerreiras. Em 2012, elas foram jogar pelo Fluminense e o antigo Saquarema Big Riders se tornou Vasco Big Riders.